# Megabalanus javanicus
Megabalanus javanicus is een zeepokkensoort uit de familie van de Balanidae. De wetenschappelijke naam van de soort is voor het eerst geldig gepubliceerd in 1923 door Whithers.